# Franz Statz
Franz Anton Hubert Statz (ur. 1 grudnia 1848 w Kolonii, zm. 17 czerwca 1930 tamże) – niemiecki architekt.

## Życiorys
Był synem związanego z Kolonią architekta Vincenza Statza, w pracowni ojca pobierał pierwsze lekcje projektowania. Następnie wyjechał do Berlina, gdzie studiował architekturę. Po ukończeniu nauki podjął pracę w miejscowym wydziale planowania. Po przedwczesnej śmierci starszego brata Jeana, który był wykładowcą w Berlińskiej Akademii Budownictwa, poszedł w jego ślady i również rozpoczął pracę wykładowcy na tej uczelni. Pod koniec 1889 rok powrócił do Kolonii i pracował razem z ojcem w rodzinnej pracowni architektonicznej, po śmierci Vincenza Statza w 1898 roku przejął jej prowadzenie. W 1901 roku uzyskał tytuł architekta diecezjalnego, wcześniej tę funkcję pełnił jego ojciec. Zasłynął budową katedry w Linzu (projektantem był jego ojciec), od 1909 roku należał do grona nadzorujących budowę.
W 1911 roku został odznaczony Orderem Franciszka Józefa.

## Dorobek architektoniczny
- 1887: Kościół św. Michała w Dormagen;
- 1889: II miejsce w konkursie na projekt kościoła Najświętszego Serca Jezusa przy placu Zuelpicher na Starym Mieście w Kolonii (projekt wspólny z Vincenzem Statzem) - niezrealizowany;
- 1895-1898: Kościół Matki Bożej Nieustającej Pomocy i klasztor Karmelitów Bosych we Lwowie;
- 1896-1898: Kościół św. Michała w Buir;
- 1896-1898: Kościół św. Michała w Echtz;
- 1898: Kościół parafialny św. Piotra i Pawła w Grevenbroich;
- 1898-1900: Kościół św. Albana i Leonhardusa w Manheim;
- 1906-1907: Kościół św. Piotra i Pawła w Kleinbüllesheim;
- 1906-1909: Kościół św. Mikołaja w Kolonii-Sülz;
- 1906: Kościół św. Serwacego w Kolonii-Ostheim;
- 1909-1924: Katedra w Linzu;
- 1913: Kościół św. Józefa w Kolonii-Ehrenfeld (przebudowa świątyni zaprojektowanej w 1872 przez jego ojca).